# Haworthia flavida
Haworthia flavida är en grästrädsväxtart som beskrevs av M. Hayashi. Haworthia flavida ingår i släktet Haworthia och familjen grästrädsväxter. Inga underarter finns listade i Catalogue of Life.